# Macquigny
Macquigny ist eine französische Gemeinde mit 356 Einwohnern (Stand: 1. Januar 2022) im Département Aisne in der Region Hauts-de-France. Sie gehört zum Arrondissement Vervins, zum Kanton Guise und zum Kommunalverband Thiérache Sambre et Oise.

## Geografie
Die Gemeinde Macquigny liegt 22 Kilometer östlich von Saint-Quentin an der Oise, die hier den Sambre-Oise-Kanal überquert (Pont-canal de Macquigny). Nachbargemeinden von Macquigny sind Proix im Norden, Guise im Nordosten, Audigny im Osten, Landifay-et-Bertaignemont im Südosten, Origny-Sainte-Benoite im Süden, Mont-d’Origny im Südwesten, Hauteville im Westen sowie Noyales im Nordwesten.

## Bevölkerungsentwicklung
| Jahr                       | 1962 | 1968 | 1975 | 1982 | 1990 | 1999 | 2006 | 2015 | 2022 |
| Einwohner                  | 473  | 515  | 419  | 393  | 346  | 362  | 394  | 381  | 356  |
| Quellen: Cassini und INSEE |      |      |      |      |      |      |      |      |      |

## Sehenswürdigkeiten
- Wehrkirche Saint-Martin, Monument historique seit 1987[1]
- Alter Bahnhof an der Strecke Saint-Quentin – Guise, die von 1875 bis 1966 betrieben wurde.

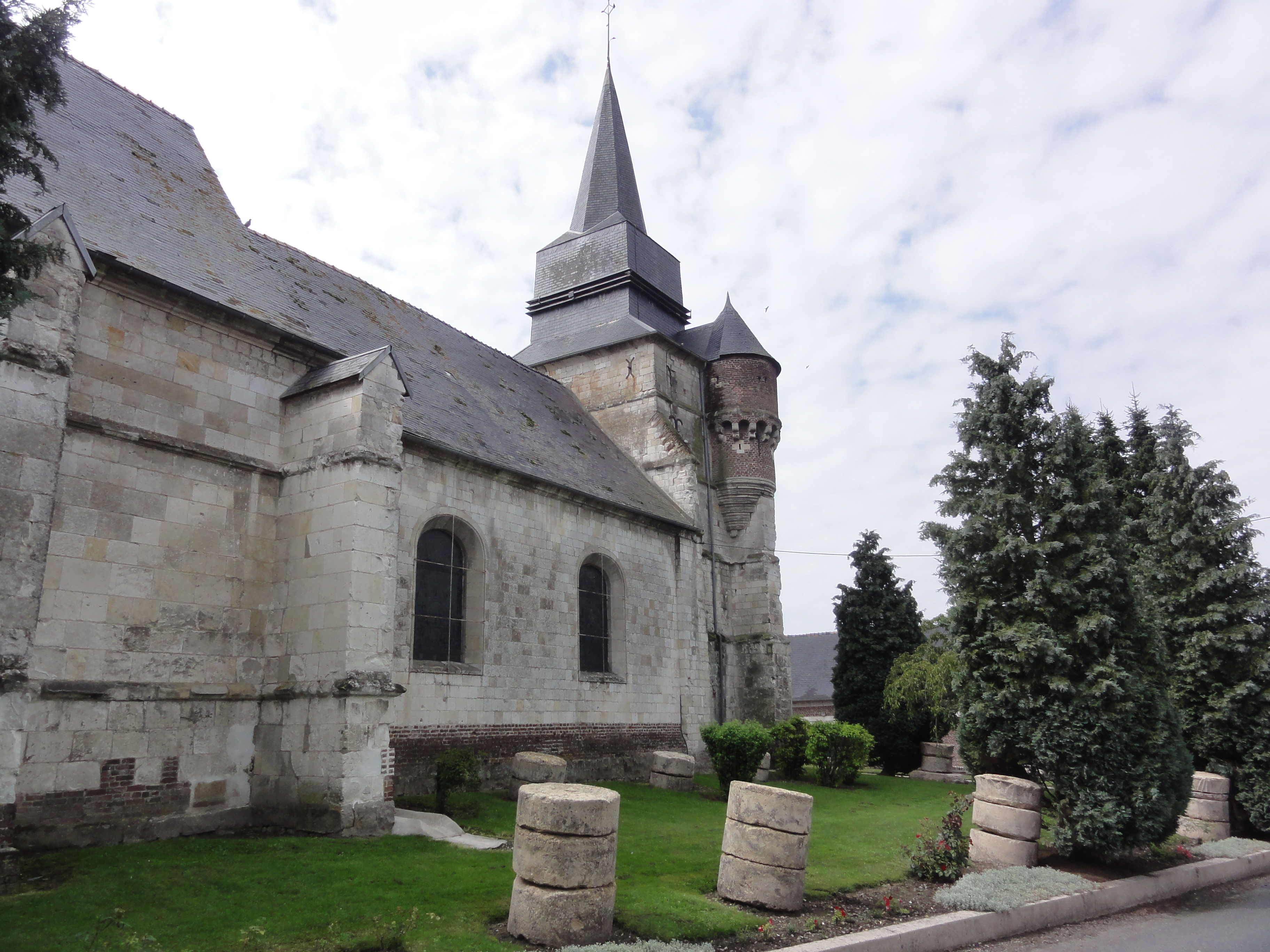
Kirche Saint-Martin
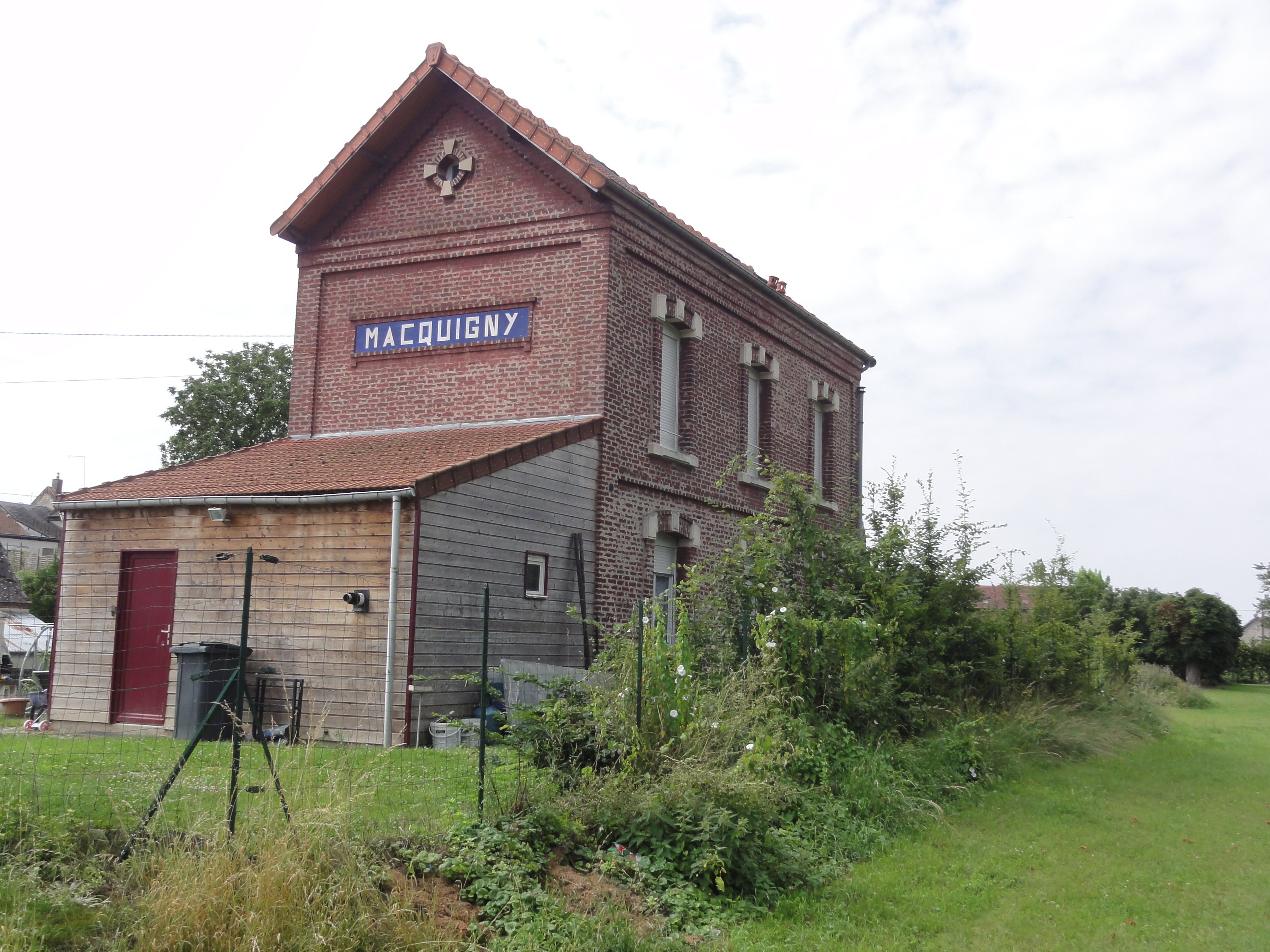
Ehemaliger Bahnhof Macquigny
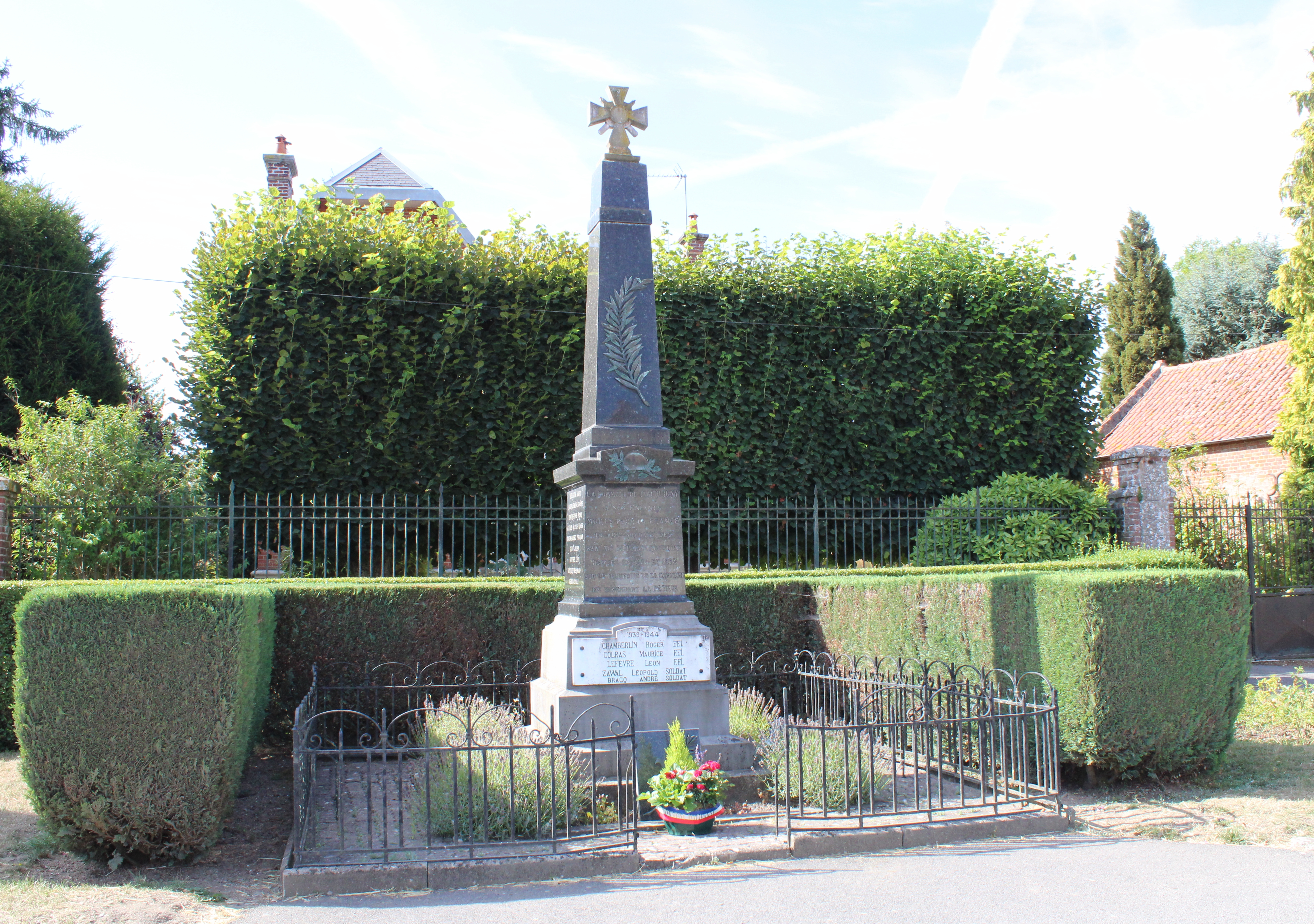
Gefallenendenkmal